# Pseudohypaspidius silvestrei
Pseudohypaspidius silvestrei är en skalbaggsart som beskrevs av Soula 2002. Pseudohypaspidius silvestrei ingår i släktet Pseudohypaspidius och familjen Rutelidae. Inga underarter finns listade i Catalogue of Life.